# アンジェルマ
アンジェルマ(露語: Амдерма)はロシア連邦、ネネツ自治管区の管轄下にある村である。1933年に設立された。

## 地理
ナリヤン・マルから約490キロのカラ海の海岸に位置する。

## 人口
集落の人口は、1990年代に入ってから急速に減少している。以下に推移を示す。
2011年国勢調査時の人口は556人。.
| 1959 | 1970 | 1979 | 1989 | 2002 | 2009 | 2010 | 2011 |
| ---- | ---- | ---- | ---- | ---- | ---- | ---- | ---- |
| 3598 | 4516 | 4221 | 5495 | 650  | 572  |      | 556  |

## 経済
近隣に蛍石の鉱床があったが、鉱山は1990年代から放棄されている。

## 交通
区域内には、民間空港および軍事基地として用いられているアンジェルマ空港がある。